# Fabio Bordonali
Fabio Bordonali, né le 25 décembre 1963 à Brescia, est un dirigeant d'équipe cycliste et ancien coureur cycliste italien. Coureur professionnel de 1985 à 1994, il a remporté le Tour d'Andalousie en 1989. Il est ensuite devenu directeur sportif de l'équipe Brescialat, au sein de laquelle il avait terminé sa carrière de coureur. Il a dirigé les équipes Liquigas-Pata (1999-2001), Cage Maglierie (2002), Tenax (2003-2007) et LPR Brakes (2008-2009) et Utensilnord.

## Palmarès

### Palmarès amateur
- 1984
  - Trofeo Sportivi Magnaghesi
  - 2e de la Coppa d'Inverno

### Palmarès professionnel
- 1989
  - Tour d'Andalousie
    - Classement général
    - 1re étape
- 1991
  - 2e de la Semaine cycliste lombarde

## Résultats sur les grands tours

### Tour d'Espagne
6 participations
- 1988 : 64e
- 1989 : 96e
- 1990 : abandon
- 1992 : 86e
- 1993 : 77e
- 1994 : abandon

### Tour d'Italie
8 participations
- 1986 : 90e
- 1988 : 84e
- 1989 : 82e
- 1990 : 121e
- 1991 : 73e
- 1992 : abandon 12e étape
- 1993 : 29e
- 1994 : abandon